# Terry Beech
Pour les articles homonymes, voir Beech.
Terry Beech (né le 2 avril 1981 à Comox en Colombie-Britannique) est un homme politique canadien. Il représente la circonscription de Burnaby-Nord—Seymour à la Chambre des communes du Canada depuis 2015 sous la bannière du Parti libéral.

## Biographie
Beech a un parcours dans le communautaire et les petites entreprises avant d'être candidat du Parti libéral du Canada dans la circonscription nouvellement créée de Burnaby-Nord—Seymour en vue des élections fédérales de 2015. Dans une élection marquée par l'enjeu local du pipeline Trans Mountain, il remporte une victoire dans cette circonscription qui aurait voté conservatrice si elle avait existé lors de la dernière élection. Durant son mandat, il s'oppose à l'expansion du pipeline malgré le support de son parti. Il est réélu en 2019 puis en 2021 avec 10 points d'avance sur le candidat du Nouveau Parti démocratique.

## Récompenses
- Meilleur politicien : Best of Burnaby 2023[3] et 2024[4]
- Meilleur député de circonscription au Canada : Élu par Hill Times 2023[5] and 2024[6]
- Député le plus travailleur au Canada : Élu par Hill Times 2023[5]
- Meilleur député pour lequel travailler au Canada : Élu par Hill Times 2024[6]
- Parlementaire de l’année - Sensibilisation civique : Magazine Maclean's 2018[7]
- Belzberg Blaney Award for Exceptional Service: Action Canada 2024[8]